# Hemiboea subcapitata
Hemiboea subcapitata är en tvåhjärtbladig växtart som beskrevs av Charles Baron Clarke. Hemiboea subcapitata ingår i släktet Hemiboea och familjen Gesneriaceae.

## Underarter
Arten delas in i följande underarter:
- H. s. guangdongensis
- H. s. pterocaulis
- H. s. subcapitata